# Chagan'aobao (socken i Kina, lat 41,94, long 110,76)
Chagan'aobao (kinesiska: 查干敖包, 查干敖包苏木) är en socken i Kina. Den ligger i den autonoma regionen Inre Mongoliet, i den norra delen av landet, omkring 150 kilometer nordväst om regionhuvudstaden Hohhot.
Genomsnittlig årsnederbörd är 411 millimeter. Den regnigaste månaden är juni, med i genomsnitt 102 mm nederbörd, och den torraste är januari, med 2 mm nederbörd.